# Landtagswahlkreis Dithmarschen-Schleswig
Der Landtagswahlkreis Dithmarschen-Schleswig (Wahlkreis 6; bis 2012: Dithmarschen-Nord) ist ein Landtagswahlkreis in Schleswig-Holstein. Er umfasst die Stadt Heide und die Ämter Kirchspielslandgemeinde Heider Umland und Kirchspielslandgemeinde Eider aus dem Kreis Dithmarschen sowie die Ämter Arensharde und Kropp-Stapelholm aus dem Kreis Schleswig-Flensburg. Der Wahlkreis gilt als CDU-Hochburg. Lediglich 1950, als der später zur CDU übergetretene DP-Politiker Erwin Jürgens das Mandat errang, sowie 1988, 1992 und 2000, als der Sozialdemokrat Heinz-Werner Arens siegreich war, konnten Vertreter anderer Parteien den Wahlkreis gewinnen. Bei der Landtagswahl 2022 erreichte die CDU hier ihr zweitbestes Zweitstimmenergebnis nach dem Wahlkreis Mittelholstein. Auch die FDP, die hier 2022 ihr drittbestes Ergebnis erzielte, schneidet in diesem Wahlkreis traditionell überdurchschnittlich gut ab. Hingegen erreichten die Grünen hier 2022 ihr zweitschlechtestes Ergebnis nach dem Nachbarwahlkreis Dithmarschen-Süd.

## Veränderungen
Bis zur Landtagswahl 2012 trug der Wahlkreis noch die Bezeichnung Dithmarschen-Nord und trug 2012 die Nummer 7 und davor die Nummer 8. Zur Landtagswahl 2017 gab er das Amt Büsum-Wesselburen an den Landtagswahlkreis Dithmarschen-Süd ab und erhielt das Amt Arensharde vom aufgelösten Landtagswahlkreis Schleswig-Nord und das Amt Kropp-Stapelholm vom Landtagswahlkreis Schleswig. Die Aufnahme dieser beiden Ämter führte auch zur Umbenennung des Wahlkreises.

## Landtagswahl 2022
| Direktkandidat      | Partei           | Erststimme (gesamt) | Erststimme (in %) | Zweitstimme (gesamt) | Zweitstimme (in %) |
| ------------------- | ---------------- | ------------------- | ----------------- | -------------------- | ------------------ |
| Andreas Hein        | CDU              | 20.780              | 48,1              | 21.541               | 49,6               |
| Bastian Lindenbauer | SPD              | 6.910               | 16,0              | 5.987                | 13,8               |
| Susanne Hilbrecht   | GRÜNE            | 4.929               | 11,4              | 4.934                | 11,4               |
| Anne Riecke         | FDP              | 3.623               | 8,4               | 3.325                | 7,7                |
| Mario Reschke       | AfD              | 2.206               | 5,1               | 2.259                | 5,2                |
| Thomas Palm         | LINKE            | 778                 | 1,8               | 614                  | 1,4                |
| Lukas Knöfler       | SSW              | 3.149               | 7,3               | 3.145                | 7,2                |
| –                   | PIRATEN          | –                   | –                 | 123                  | 0,3                |
| Johanna Meißner     | FREIE WÄHLER     | 610                 | 1,4               | 256                  | 0,6                |
| –                   | Die Partei       | –                   | –                 | 290                  | 0,7                |
| –                   | Z.               | –                   | –                 | 93                   | 0,2                |
| –                   | dieBasis         | –                   | –                 | 367                  | 0,8                |
| –                   | Die Humanisten   | –                   | –                 | 28                   | 0,1                |
| –                   | Gesundheitsf.    | –                   | –                 | 32                   | 0,1                |
| –                   | Tierschutzpartei | –                   | –                 | 300                  | 0,7                |
| Florian Werner      | Volt             | 121                 | 0,3               | 107                  | 0,2                |
| Uwe Christiansen    | LKR              | 78                  | 0,2               | –                    | –                  |

Außer dem Wahlkreissieger Andreas Hein (CDU), der dem Landtag seit 2017 angehört, gelang es keinem anderen Kandidaten aus dem Wahlkreis ein Landtagsmandat zu erringen.

## Landtagswahl 2017
Zur Landtagswahl am  7. Mai 2017 waren 71.475 Bürger wahlberechtigt. Insgesamt gaben 45.167 (63,2 %) ihre Stimme ab.
| Direktkandidat      | Partei       | Erststimme (gesamt) | Erststimme (in %) | Zweitstimme (gesamt) | Zweitstimme (in %) |
| ------------------- | ------------ | ------------------- | ----------------- | -------------------- | ------------------ |
| Andreas Hein        | CDU          | 19.847              | 44,6              | 16.877               | 37,7               |
| Karl-Heinz Engkusen | SPD          | 12.440              | 28,0              | 11.297               | 25,3               |
| Kerstin Hansen      | GRÜNE        | 3.162               | 7,1               | 4.186                | 9,4                |
| Ulrich Schmück      | FDP          | 3.307               | 7,4               | 5.261                | 11,8               |
| Axel Sieck          | PIRATEN      | 535                 | 1,2               | 494                  | 1,1                |
| Sybilla Nitsch      | SSW          | 1.652               | 3,7               | 1.906                | 4,3                |
| Michael Schilke     | LINKE        | 1.254               | 2,8               | 1.285                | 2.9                |
| -                   | FAMILIE      | -                   | -                 | 267                  | 0,6                |
| -                   | FREIE WÄHLER | -                   | -                 | 211                  | 0,5                |
| Sven-Michael Chilla | AfD          | 2.199               | 4,9               | 2.531                | 5,7                |
| Rainer Zwerwas      | LKR          | 84                  | 0,2               | 67                   | 0,1                |
| -                   | Die Partei   | -                   | -                 | 191                  | 0,4                |
| -                   | Z.SH         | -                   | -                 | 145                  | 0,3                |

Außer dem Wahlkreissieger Andreas Hein (CDU), der den langjährigen Wahlkreisabgeordneten Karsten Jasper (ebenfalls CDU) nach zwölf Jahren ablöste, gelang es keinem anderen Kandidaten aus dem Wahlkreis ein Landtagsmandat zu erringen.

## Landtagswahl 2012
Zur Landtagswahl am  6. Mai 2012 waren 55.098 Bürger wahlberechtigt. Insgesamt gaben 32.365 (58,7 %) ihre Stimme ab.
| Direktkandidat | Partei       | Erststimme (gesamt) | Erststimme (in %) | Zweitstimme (gesamt) | Zweitstimme (in %) |
| -------------- | ------------ | ------------------- | ----------------- | -------------------- | ------------------ |
| Karsten Jasper | CDU          | 14.009              | 44,6              | 11.904               | 37,5               |
| Thomas Bultjer | SPD          | 10.360              | 33,0              | 8.999                | 28,3               |
| Marco Rützel   | FDP          | 1.451               | 4,6               | 2.963                | 9,3                |
| Kerstin Hansen | GRÜNE        | 2.171               | 6,9               | 2.659                | 8,4                |
| Dieter Ferring | LINKE        | 675                 | 2,1               | 646                  | 2.0                |
| -              | SSW          |                     |                   | 956                  | 3,0                |
| Gunner Frank   | PIRATEN      | 2.758               | 8,8               | 2.808                | 8,8                |
| -              | FREIE WÄHLER | -                   | -                 | 286                  | 0,9                |
| -              | NPD          | -                   | -                 | 212                  | 0,5                |
| -              | FAMILIE      | -                   | -                 | 295                  | 0,9                |
| -              | MUD          | -                   | -                 | 20                   | 0,1                |

Außer dem Wahlkreissieger Karsten Jasper (CDU), der dem Landtag seit 2005 angehörte, gelang es keinem anderen Kandidaten aus dem Wahlkreis ein Landtagsmandat zu erringen.

## Landtagswahl 2009
Wahlberechtigt waren 54.853 Einwohner.
| Direktkandidat        | Partei         | Erststimmen in % | Zweitstimmen in % |
| --------------------- | -------------- | ---------------- | ----------------- |
| Karsten Jasper        | CDU            | 41,9             | 36,6              |
| Detlef Bruder         | SPD            | 25,8             | 22,8              |
| Renate Jensen         | FDP            | 14,6             | 18,4              |
| Holger Dräger         | GRÜNE          | 8,1              | 8,3               |
| Karl-Heinz Steinhardt | LINKE          | 5,7              | 6,2               |
| Eva Schoer            | FW-SH          | 1,5              | 1,1               |
| Heiko Stock           | PIRATEN        | 1,8              | 1,6               |
| -                     | SSW            | -                | 2,7               |
| -                     | RENTNER        | -                | 0,5               |
| -                     | RRP            | -                | 0,1               |
| -                     | NPD            | -                | 0,9               |
| -                     | FAMILIE        | -                | 0,8               |
| -                     | IPD            | -                | 0,1               |
| Franz-Harro Horn      | Einzelbewerber | 0,6              | -                 |

Außer dem Wahlkreissieger Karsten Jasper (CDU), der dem Landtag seit 2005 angehörte, gelang es keinem anderen Kandidaten aus dem Wahlkreis ein Landtagsmandat zu erringen.

## Landtagswahl 2005
Die Landtagswahl 2005 ergab folgendes Ergebnisse:
| Gegenstand der Nachweisung | Gegenstand der Nachweisung | Erst- stimmen | Erst- stimmen | Zweit- stimmen | Zweit- stimmen |
| Bewerber                   | Partei                     | Anzahl        | %             | Anzahl         | %              |
| -------------------------- | -------------------------- | ------------- | ------------- | -------------- | -------------- |
| Wahlberechtigte            | Wahlberechtigte            | 54.064        | 54.064        | 54.064         | 54.064         |
| Wähler                     | Wähler                     | 35.994        | 35.994        | 35.994         | 35.994         |
| Ungültige Stimmen          | Ungültige Stimmen          | 1.520         | 4,2           | 574            | 1,6            |
| Gültige Stimmen            | Gültige Stimmen            | 34.474        | 95,8          | 35.420         | 98,4           |
| davon                      |                            |               |               |                |                |
| ?                          | SPD                        | 12.484        | 36,2          | 12.285         | 34,7           |
| Karsten Jasper             | CDU                        | 18.278        | 53,0          | 16.867         | 47,6           |
| ?                          | FDP                        | 2.585         | 7,5           | 2.780          | 7,8            |
| ?                          | GRÜNE                      | 1.127         | 3,3           | 1.089          | 3,1            |
| –                          | SSW                        | –             | –             | 681            | 1,9            |
| –                          | NPD                        | –             | –             | 740            | 2,1            |
| –                          | FAMILIE                    | –             | –             | 350            | 1,0            |
| –                          | Übrige                     | –             | –             | 628            | 1,8            |

Der Wahlkreis wurde im Landtag durch den direkt gewählten Wahlkreisabgeordneten Karsten Jasper (CDU) vertreten, der dem nicht mehr angetretenen Landtagspräsidenten Heinz-Werner Arens (SPD) nachfolgte.

## Bisherige Abgeordnete
Direkt gewählte Abgeordnete des Wahlkreises Dithmarschen-Schleswig (seit 2017) bzw. der Vorgängerwahlkreise Dithmarschen-Nord (1971–2012) und Norderdithmarschen (bis 1967) waren:
| Jahr | Direktkandidat        | Partei | Erststimmen in % |
| ---- | --------------------- | ------ | ---------------- |
| 2022 | Andreas Hein          | CDU    | 48,4             |
| 2017 | Andreas Hein          | CDU    | 44,6             |
| 2012 | Karsten Jasper        | CDU    | 44,6             |
| 2009 | Karsten Jasper        | CDU    | 41,9             |
| 2005 | Karsten Jasper        | CDU    | 53,0             |
| 2000 | Heinz-Werner Arens    | SPD    | 46,5             |
| 1996 | Berndt Steincke       | CDU    | 41,6             |
| 1992 | Heinz-Werner Arens    | SPD    | 46,8             |
| 1988 | Heinz-Werner Arens    | SPD    | 53,3             |
| 1987 | Dieter Claußen        | CDU    | 44,3             |
| 1983 | Wilhelm Hollmann      | CDU    |                  |
| 1979 | Wilhelm Hollmann      | CDU    | 52,5             |
| 1975 | Carl-Friedrich Schoof | CDU    | 55,3             |
| 1971 | Carl-Friedrich Schoof | CDU    | 58,0             |
| 1967 | Carl-Friedrich Schoof | CDU    | 50,1             |
| 1962 | Erwin Jürgens         | CDU    | 50,2             |
| 1958 | Erwin Jürgens         | CDU    | 49,2             |
| 1954 | Erwin Jürgens         | CDU    | 34,4             |
| 1950 | Erwin Jürgens         | DP     | 39,3             |
| 1947 | Peter Dohrn           | CDU    | 44,9             |